# احتجاجات مؤيدة للفلسطينيين في الجامعات 2025
الاحتجاجات المؤيدة للفلسطينيين في الجامعات في عام 2025 هي موجة عالمية اتخذت أشكال عديدة شملت المظاهرات وإقامة مخيمات الاعتصام واحتلال المباني، قادها الطلاب والموظفون، مطالبين الجامعات بقطع العلاقات الأكاديمية والمالية مع الشركات والجامعات الإسرائيلية المتواطئة بشكل مباشر أو غير مباشر في الاجتياح الإسرائيلي لقطاع غزة والإبادة الجماعية ضد الفلسطينيين. وقد شملت الاحتجاجات، التي تصاعدت في أبريل 2025، مئات الجامعات في مختلف أنحاء أمريكا الشمالية وأوروبا وأستراليا وأفريقيا وآسيا، وهي جزء من الاحتجاجات الأوسع نطاقاً بشأن حرب غزة.

## الخلفية
بدأت حركة الاحتجاج في جامعات الولايات المتحدة في أبريل 2024، في أعقاب الاعتقالات الجماعية في معسكر التضامن مع غزة بجامعة كولومبيا، وانتشرت بسرعة على مستوى العالم. مستوحاة من الاحتجاجات المناهضة لنظام الفصل العنصري وحرب فيتنام في الحرم الجامعي، دعا الطلاب وأعضاء هيئة التدريس إلى سحب الاستثمارات ومقاطعة المؤسسات الأكاديمية والشفافية المؤسسية فيما يتعلق بالعلاقات مع إسرائيل والمتعاقدين العسكريين. وقد تكثفت الحركة في عام 2025 بعد الهجوم الإسرائيلي على رفح وتجدد العنف في غزة، فضلاً عن أعمال التضامن رداً على حملات القمع التي شنتها الشرطة في الجامعات الأميركية.

## الجامعات الرئيسية المعنية

### أمريكا الشمالية
في الولايات المتحدة، تجددت معسكرات الاعتصام واحتلال المباني في جامعة كولومبيا، بما في ذلك احتلال مكتبة بتلر (جامعة باسل الأعرج الشعبية). كانت هناك اعتقالات جماعية من قبل شرطة نيويورك، وتم إيقاف أو منع أكثر من 100 طالب من دخول الحرم الجامعي. في جامعة واشنطن، احتل المتظاهرون مبنى هندسيًا، مطالبين بإنهاء العلاقات مع شركة بوينج بسبب عقودها العسكرية. تم اعتقال أكثر من 30 متظاهرًا بعد تدخل الشرطة.
وفي كندا، أصدرت المحكمة العليا في مقاطعة كيبيك أمراً قضائياً لمدة عشرة أيام يمنع المتظاهرين المؤيدين للفلسطينيين في جامعة ماكجيل من عرقلة الوصول إلى الحرم الجامعي أو تعطيل الأنشطة الأكاديمية، وذلك في أعقاب احتجاج طلابي استمر ثلاثة أيام وتضمن حصاراً وتخريباً. وسعت الجامعة، مستشهدة بالتهديدات التي تواجه السلامة والاستمرارية الأكاديمية، إلى التدخل القانوني وسط دعوات إلى سحب الاستثمارات من الشركات المرتبطة بإسرائيل. كما بدأت خطوات لقطع العلاقات مع اتحاد الطلاب الجامعيين بسبب فشله المزعوم في النأي بنفسه عن النشاط التخريبي.

### أوروبا
وفي ألمانيا، فضّت شرطة برلين احتجاجاً في أبريل/نيسان 2025 في جامعة هومبولت، حيث احتل 89 متظاهراً مؤيداً للفلسطينيين قاعة محاضرات لمعارضة الترحيل المخطط لأربعة طلاب دوليين متهمين بالمشاركة في احتجاجات عنيفة. وأجرت الشرطة نحو 100 تحقيق جنائي متعلق بالاحتلال، مشيرة إلى أعمال تخريب واستخدام مواد حارقة ورموز متطرفة مزعومة. وبررت الجامعة تدخل الشرطة جزئيًا بسبب اللافتات التي تنكر حق إسرائيل في الوجود، وهي قضية حساسة في ألمانيا بسبب التزامها بدعم إسرائيل بعد الهولوكوست. وتواجه ألمانيا انتقادات بسبب إصدارها أوامر بترحيل أربعة ناشطين مؤيدين للفلسطينيين، على الرغم من عدم إدانة أي منهم بأي جرائم.
وفي هولندا، نُظّمت احتجاجات ومعسكرات اعتصام في جامعة أمستردام، وجامعة أوتريخت، وجامعة رادبود وغيرها. وقد تدخلت الشرطة لصد هذه الاحتجاجات، مما أدى إلى إصابة بعض الطلاب.
وفي المملكة المتحدة، احتل أعضاء منظمة أكسفورد للعمل من أجل فلسطين مبنى كاميرا رادكليف، احتجاجاً على تواطؤ جامعة أكسفورد المزعوم في العمليات العسكرية الإسرائيلية في غزة والضفة الغربية، واتهموا المؤسسة بقطع الحوار. وأدانت الجامعة هذا الاضطراب، مشيرة إلى مخاوف تتعلق بالسلامة، وذكرت أنها تعمل على إزالة المتظاهرين، الذين أطلقوا على المكتبة اسم شخصية سياسية فلسطينية مرتبطة بمجموعة صنفتها العديد من الحكومات الغربية كمنظمة إرهابية. في جامعة غلاسكو، قام طلاب من جمعية العدالة من أجل فلسطين بتعطيل فعاليات الحرم الجامعي في أبريل/نيسان، مطالبين بسحب الاستثمارات من شركات الأسلحة المتهمة بالتواطؤ في ما وصفوه بالإبادة الجماعية في غزة. في جميع أنحاء المملكة المتحدة، واجه أكثر من 100 طالب وموظف إجراءات تأديبية، حيث ورد أن بعض الجامعات تعمل مع شركات استخبارات خاصة لمراقبة الاحتجاجات.

## مطالب المحتجين
تختلف المطالب باختلاف البلد والحرم الجامعي، ولكنها تشمل عادة ما يلي:
- سحب الاستثمارات من إسرائيل والشركات الموردة للجيش الإسرائيلي (على سبيل المثال، بوينج، لوكهيد مارتن، كاتربيلر)
- قطع العلاقات الأكاديمية والبحثية مع المؤسسات الإسرائيلية.
- الكشف عن الشراكات المالية والبحثية.[10]
- العفو عن المتظاهرين الموقوفين عن العمل أو المعتقلين.
- الدعم المؤسسي للحرية الأكاديمية الفلسطينية ووقف إطلاق النار في غزة.[1][2][4]

## ردود الفعل
واستدعت العديد من الجامعات الشرطة لإخلاء المخيمات والاحتلالات، مما أدى إلى اعتقالات جماعية وإيقاف الطلاب وأعضاء هيئة التدريس عن الدراسة. ووافقت بعض المؤسسات على مطالب جزئية، بما في ذلك نشر قوائم بالروابط مع الكيانات الإسرائيلية أو تجميد شراكات محددة.
وفي الولايات المتحدة، هددت الحكومة الفيدرالية بخفض التمويل للجامعات التي لم تعالج مزاعم معاداة السامية أو الاضطرابات في الحرم الجامعي، وواجه بعض المتظاهرين إجراءات الترحيل. أعربت جماعات الحريات المدنية ومنظمات أعضاء هيئة التدريس عن قلقها إزاء حرية التعبير والحرية الأكاديمية وعسكرة الشرطة في الحرم الجامعي.
وفي كندا، وفي أعقاب الاحتجاجات المؤيدة للفلسطينيين في جامعة تورنتو، صوتت جمعية أعضاء هيئة التدريس في جامعة تورنتو لصالح سحب الاستثمارات من إسرائيل، مشيرة إلى معارضتها لما وصفته بـ "الاحتلال الإسرائيلي غير القانوني" للأراضي الفلسطينية. ويحث الاقتراح، الذي تم تمريره بنسبة تأييد 52%، خطة معاشات جامعة أونتاريو على سحب استثماراتها بسرعة من الكيانات المرتبطة بالاحتلال أو إنتاج الأسلحة التي قد تستخدمها إسرائيل في فلسطين، مما يتماشى مع سياسة سحب الاستثمارات الحالية للجامعة تجاه روسيا.
في هولندا، قطعت جامعة أمستردام، وجامعة تيلبورغ، وجامعة أوتريخت، وجامعة إيراسموس روتردام، وجامعة رادبود علاقاتها مع تسعة معاهد إسرائيلية، كما أوقفت بعضها التعاون المستقبلي.
وفي المملكة المتحدة، أعلنت كلية كينجز كامبريدج سحب استثماراتها من الأسلحة والشركات المتورطة في الاحتلال الإسرائيلي.
وفي أيرلندا، قررت كلية ترينيتي في دبلن قطع جميع علاقاتها مع الجامعات والشركات الإسرائيلية، لتصبح أول جامعة أيرلندية تسحب استثماراتها بالكامل. ويتضمن ذلك إنهاء الاستثمارات والعلاقات التجارية والتعاون الأكاديمي وتبادلات إيراسموس+. وتأتي هذه الخطوة في أعقاب مراجعة قامت بها قوة المهام ومخيم طلابي استمر خمسة أيام احتجاجا على علاقات الكلية بإسرائيل. وكانت الجامعة تمتلك استثمارات في 13 شركة إسرائيلية، بعضها مرتبط بالمستوطنات غير الشرعية. وقد أشاد قادة الطلاب والسياسيون بهذا القرار، ووصفوه بأنه نموذج يجب أن تتبعه المؤسسات الأخرى.